# 캐런 페이지

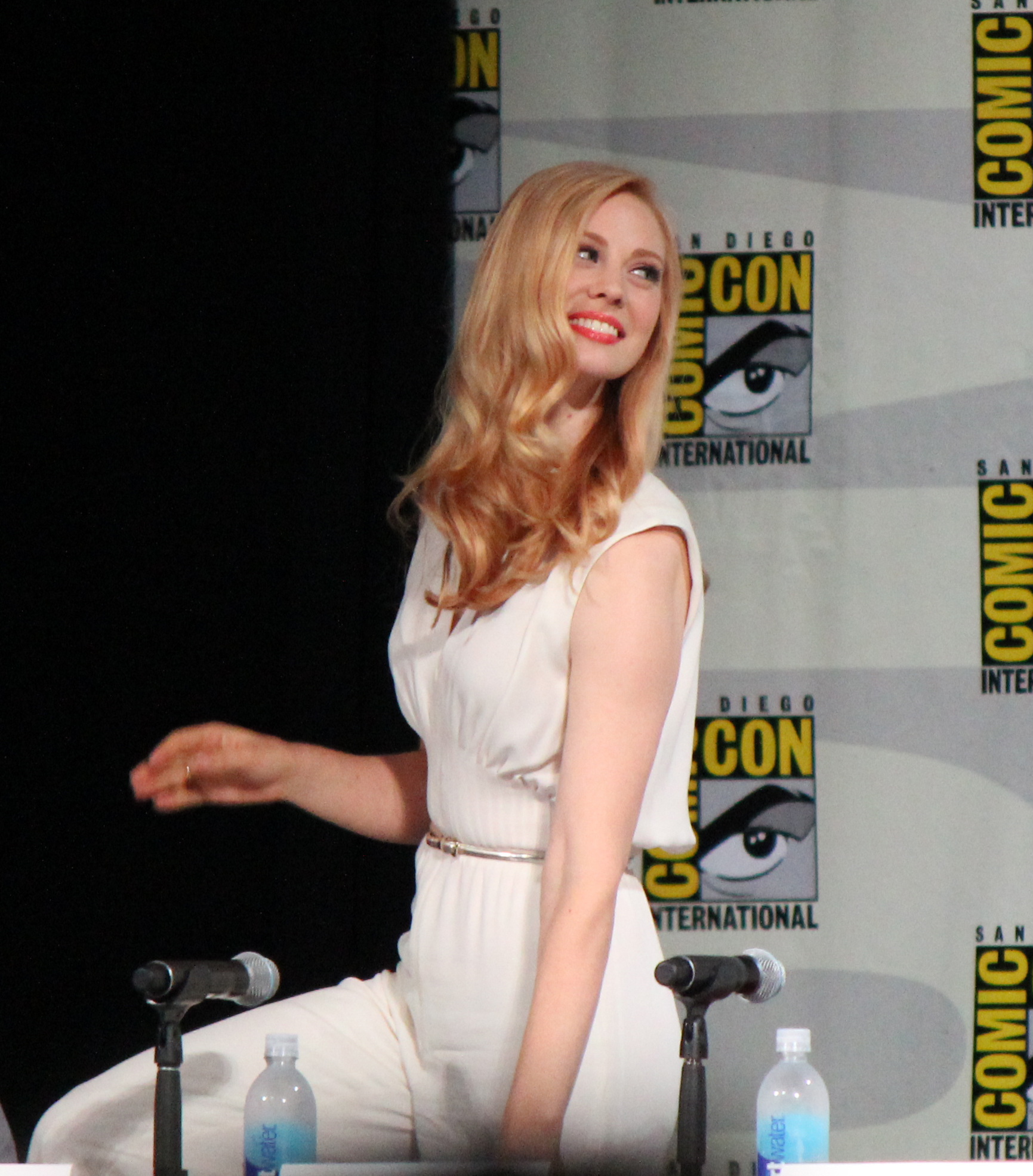

캐런 페이지(영어: Karen[kǽrən,kɑ́:r-] Page)는 마블 코믹스의 등장인물로, 데어데블의 연인이자 조력자이다. 데어데블의 법률 사무소에서 비서였다. 1964년 4월 《데어데블》 1호에 처음 등장했고, 스탠 리와 빌 에버렛이 공동 창작하였다.
영화 《데어데블》(2003)에서는 엘런 폼페오가 역할을 맡았으나 큰 비중이 없었다. 드라마 《데어데블》을 위시한 마블 시네마틱 유니버스 작품에서는 데버라 앤 월이 캐런을 연기했다.

## 담당 배우

### TV 드라마
- 데어데블(2015) - 데버라 앤 월
  - 디펜더스(2017) - 데버라 앤 월
  - 퍼니셔(2017) - 데버라 앤 월

### 영화
- 데어데블(2003) - 엘런 폼페오